# NGC 6878
NGC 6878 је спирална галаксија у сазвежђу Стрелац која се налази на NGC листи објеката дубоког неба.
Деклинација објекта је - 44° 31' 36" а ректасцензија 20h 13m 53,2s. Привидна величина (магнитуда) објекта NGC 6878 износи 12,6 а фотографска магнитуда 13,4. NGC 6878 је још познат и под ознакама ESO 284-31, MCG -7-41-15, IRAS 20104-4440, PGC 64317.